# Cheilolejeunea lacerata
Cheilolejeunea lacerata är en bladmossart som beskrevs av C.J.Bastos et Gradst.. Cheilolejeunea lacerata ingår i släktet Cheilolejeunea och familjen Lejeuneaceae. Inga underarter finns listade i Catalogue of Life.